# Henfenfeld
Henfenfeld ist eine Gemeinde im mittelfränkischen Landkreis Nürnberger Land sowie der Sitz der Verwaltungsgemeinschaft Henfenfeld.

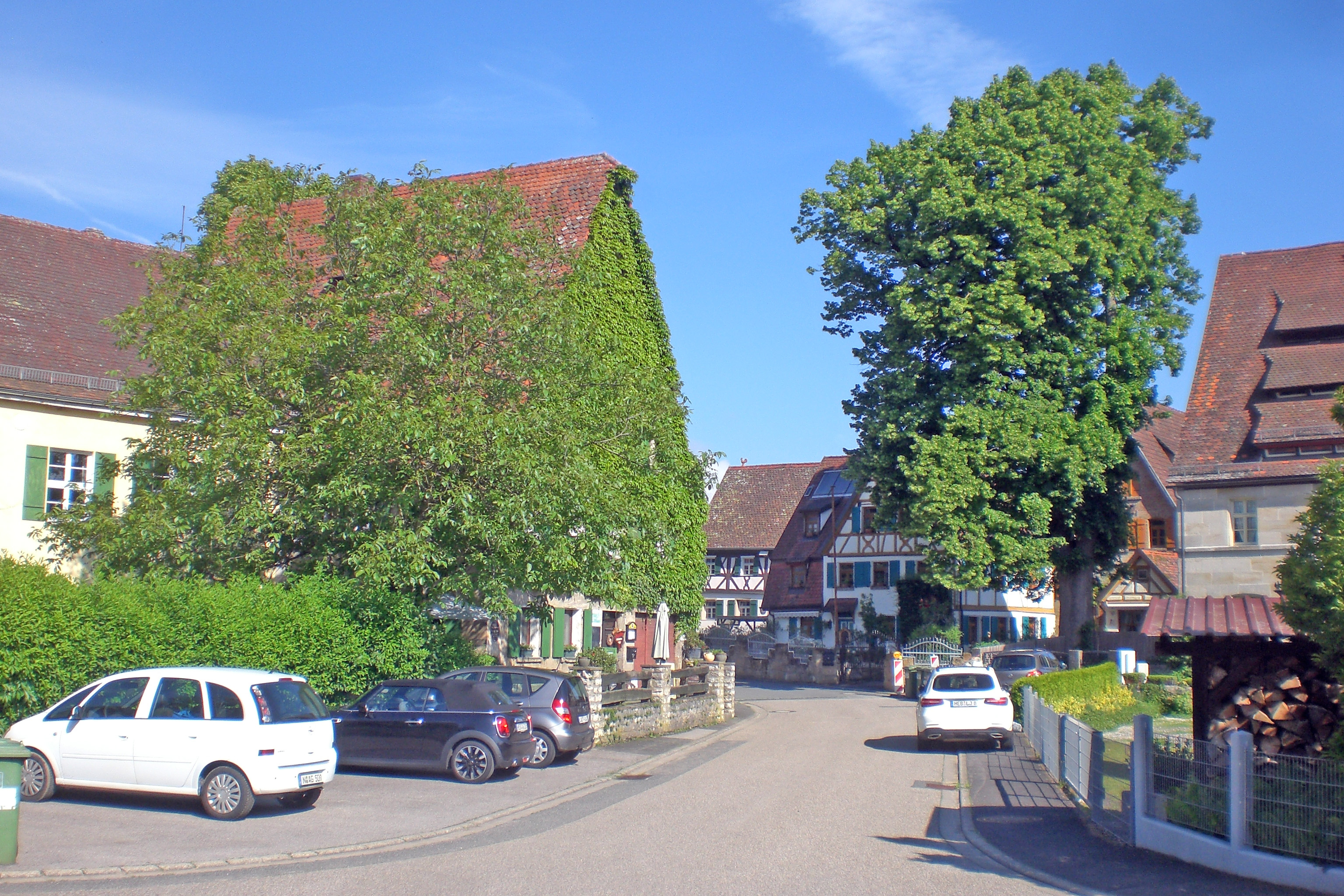
Henfenfeld Ortskern (2024)

## Geografie
Henfenfeld liegt zwischen den Städten Lauf an der Pegnitz und Hersbruck, etwa 25 km östlich von Nürnberg. Der Hammerbach, durchquert den Ort in Süd-Nord-Richtung und mündet etwa einen Kilometer nördlich in die Pegnitz.
Die Gemeinde besteht nur aus dem Pfarrdorf Henfenfeld.
Es gibt auf dem Gemeindegebiet nur die Gemarkung Henfenfeld. Sie hat eine Fläche von 6,636 km² und ist in 3179 Flurstücke aufgeteilt, die eine durchschnittliche Flurstücksfläche von 2087,60 m² haben.
Nachbargemeinden sind (im Norden beginnend im Uhrzeigersinn) Hersbruck, Engelthal, Ottensoos und Reichenschwand.

## Geschichte

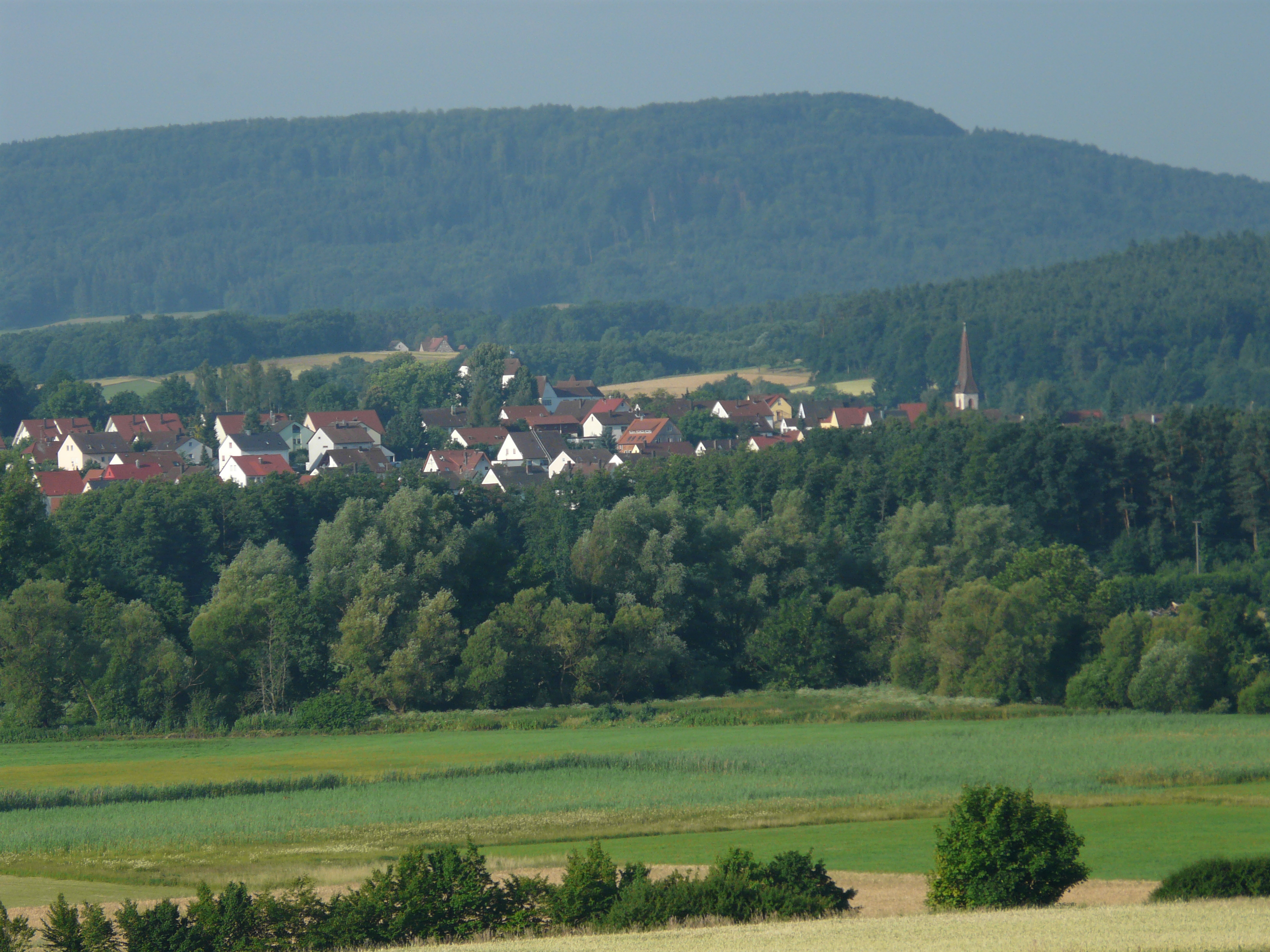
Henfenfeld von Nordosten aus

Der Name Henfenfeld leitet sich wohl ursprünglich von Hamfenfeld ab, einem Feld auf dem früher Hanf angebaut wurde.
Vorgeschichtliche Gräberfunde weisen darauf hin, dass die Gemarkung Henfenfeld schon in der späten Bronzezeit um 1200 v. Chr. besiedelt war. In der Zeit des 7. Jahrhunderts nach Christus entstand die Siedlung Freiling.
Am 13. April 1059 wurde Henfenfeld erstmals urkundlich im Zusammenhang mit dem Vogt des Bischofs von Bamberg erwähnt. Dieser hatte seine Burg östlich des Hammerbachs. Den Edelfreien des 11. Jahrhunderts folgten Ministeriale, die als Lehnsleute des Bamberger Bischofs bis zum Ende des 14. Jahrhunderts hier ansässig waren.
Im 15. Jahrhundert erwarb Hartung von Egloffstein das Schloss und im Jahr 1530 kam die Herrschaft an die Nürnberger Patrizierfamilie Pfinzing, die sich fortan „Pfinzing von Henfenfeld“ nannten und das alte Henfenfeld-Wappen als Herzschild übernahmen.
Am 4. Mai 1553 wurde das Schloss in Brand gesetzt und brannte vollständig aus. In den Jahren nach 1557 wurde es – vermutlich von dem Nürnberger Baumeister Paulus Beheim – für die Familie Pfinzing wieder instand gesetzt.
Nach dem Aussterben deren männlicher Linie (Johann Sigmund Pfinzing) 1764 erbten die Haller von Hallerstein das Rittergut. 1817 erwarb der Nürnberger Kaufmann Benedikt von Schwarz das Schloss, der auch die Güter von Artelshofen und Hirschbach besaß.

## Politik

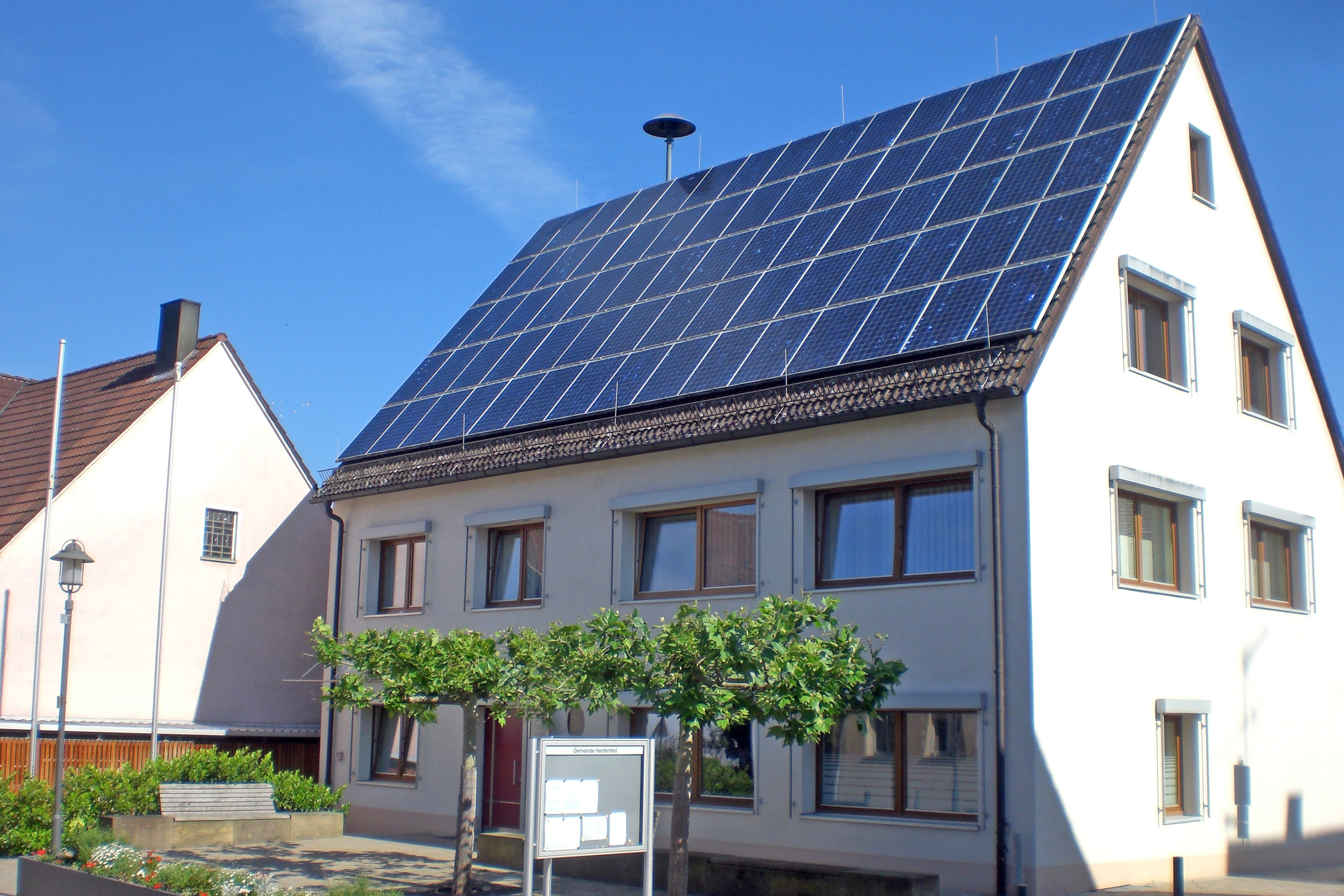
Rathaus Henfenfeld (2024)

### Gemeinderat
Der Gemeinderat setzt sich aus zwölf Gemeinderäten und dem Ersten Bürgermeister zusammen.
|      | CSU und FWG | SPD und FBB | Gesamt   |
| 2020 | 6           | 6           | 12 Sitze |
| 2014 | 5           | 7           | 12 Sitze |

### Bürgermeister
Seit 24. September 2017 ist Markus Gleißenberg (CSU) Erster Bürgermeister. Sein Vorgänger Gerhard Kubek (SPD) war von 1990 bis 2017 im Amt.

### Wappen
| Wappen von Henfenfeld | Blasonierung: „Geviert mit von Gold, Blau und Silber geteiltem Herzschild; in Schwarz eine goldene Hanfblüte, in Gold ein rot bewehrter, schwarzer wachsender Adler, in Gold drei eins zu zwei gestellte rote Kugeln, in Rot ein silberner Ring.“ |
| Wappen von Henfenfeld | |

## Partnergemeinden
Die Gemeinde unterhält seit Juli 1991 eine Partnerschaft zur Gemeinde Taksony in Ungarn.

## Sehenswürdigkeiten

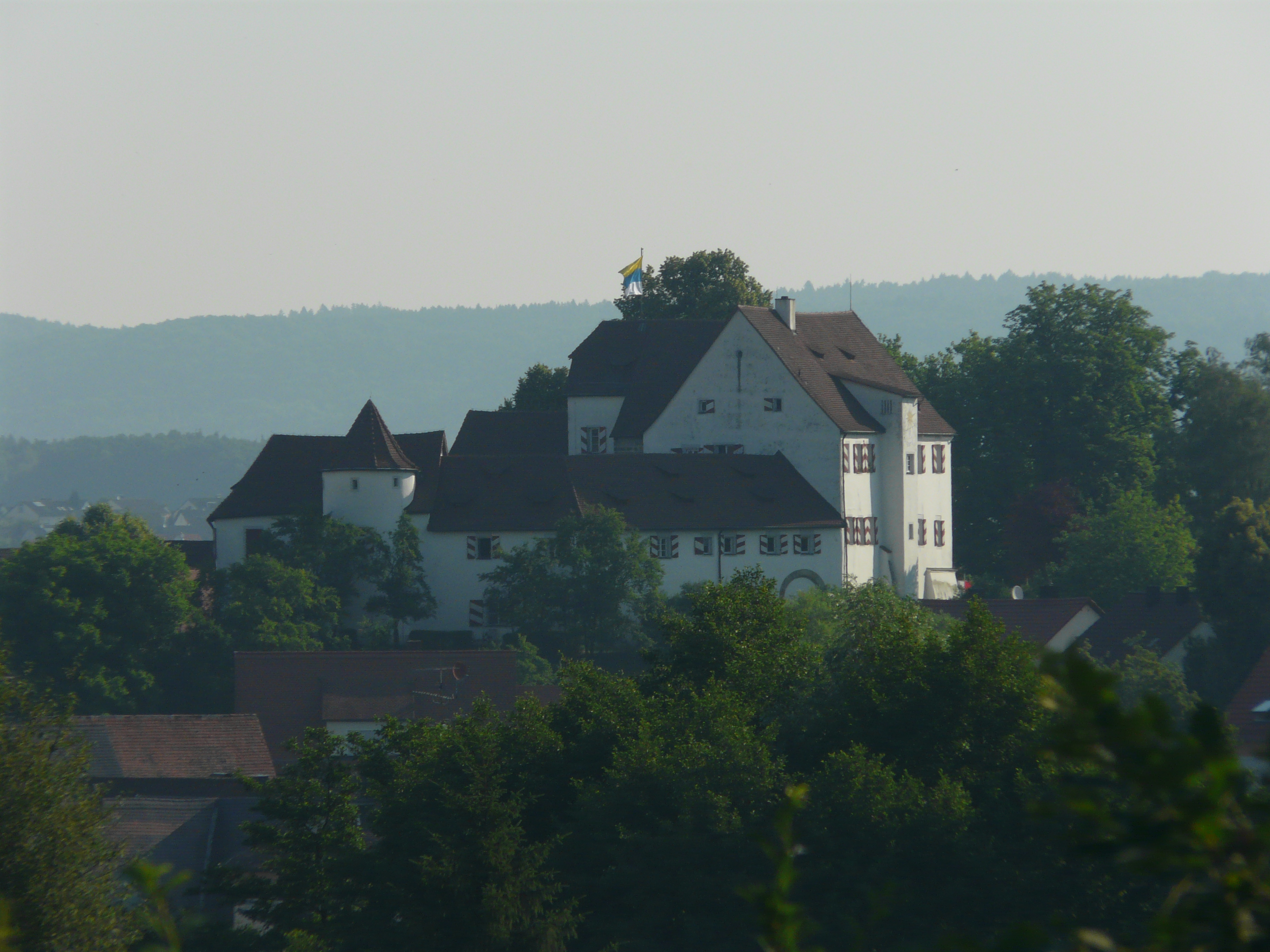
Schloss Henfenfeld

### Schloss Henfenfeld
Geografische Lage: ▼
Schloss Henfenfeld, später auch „Pfinzingschloss“, war der Sitz der Herren von Henfenfeld. Es brannte 1553 nieder und wurde anschließend wieder aufgebaut. Um Innenhof gruppiert: dreigeschossiger Palast, ein Flügelbau und ein Torhaus, errichtet nach 1553 über Resten des 12. Jahrhunderts, quadratischer Treppenturm von 1624; mit Resten historischer Ausstattung; Graben und Umfassungsmauern der Befestigungsanlagen, wohl 16. Jahrhundert; ehemaliges Verwalterhaus, zweigeschossiger Walmdachbau, Sandsteinquader und Fachwerk, bezeichnet 1833; ehemaliges Gesindehaus, zweigeschossiger Flügelbau, Fachwerk, 18./19. Jahrhundert.
Schlossherren waren: 1405–1530 die Herren von Egloffstein; 1530 Kauf der Burg durch Martin I. Pfinzing, später Paul Pfinzing (1554–1599, Kartograph). 1764 Ende der Pfinzing-Dynastie, das Schloss geht an die Familienstiftung der Haller von Hallerstein.
Heute in Privatbesitz: Opern-Akademie, Trauungen, Mittelaltermarkt.

### Weitere Sehenswürdigkeiten

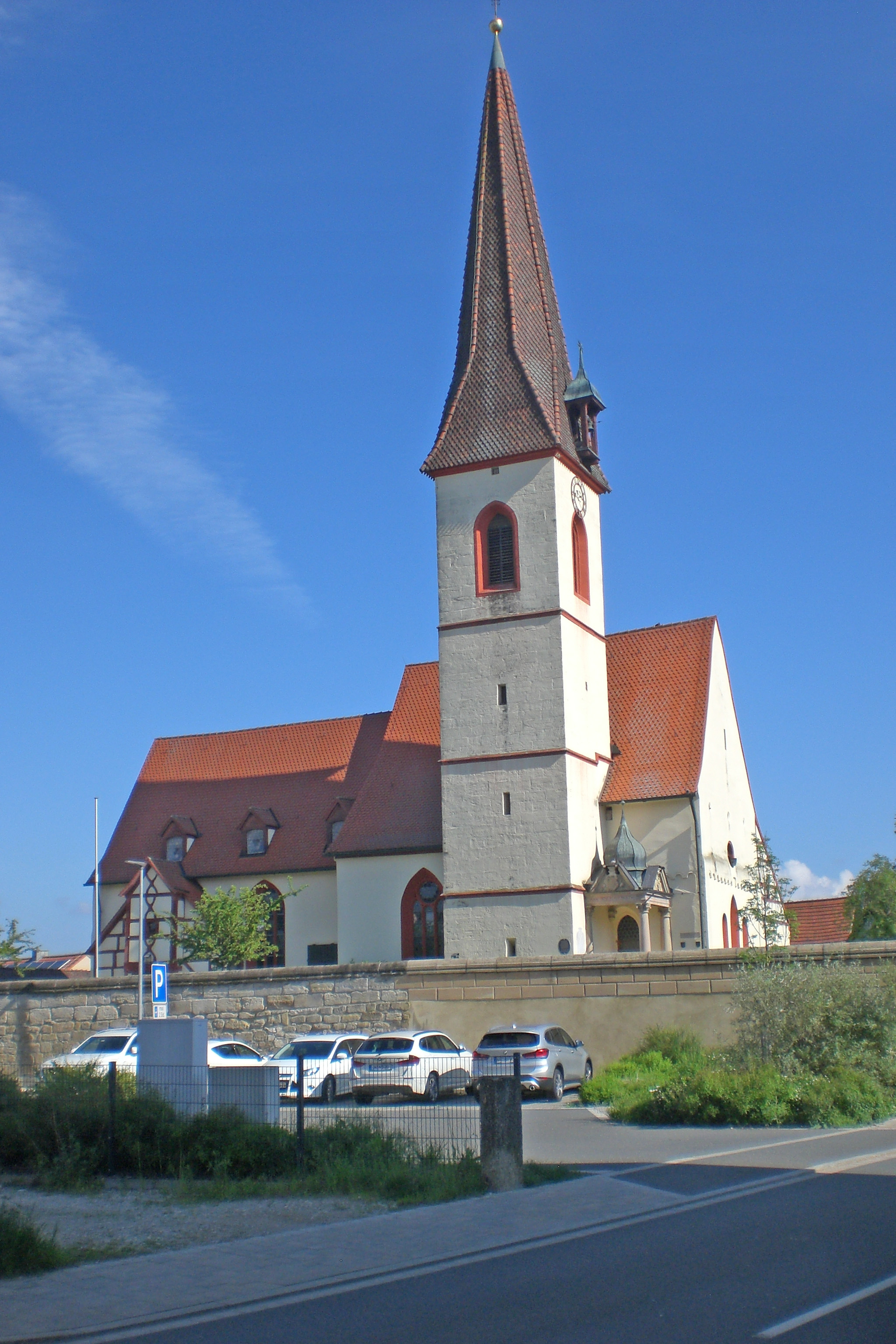
St. Nikolaus (2024)

- Nikolauskirche Henfenfeld
- Herz-Jesu Kirche

## Söhne und Töchter der Stadt
- Hans Ziegler (1877–1957), sozialistischer Politiker und Gewerkschafter

## Verkehr
- Der Ort Henfenfeld liegt 1 km südwestlich der Bundesstraße 14, die Autobahn A9 (München-Berlin) ist 9 km entfernt.
- Der Haltepunkt Henfenfeld liegt an der Bahnstrecke Nürnberg–Irrenlohe. Seit dem 12. Dezember 2010 ist er Bestandteil des S-Bahnnetzes Nürnberg, Streckenast Nürnberg-Röthenbach-Lauf-Hersbruck-Hartmannshof mit stündlich zwei S-Bahn-Zügen in jede Richtung. Vorher verkehrten hier Regionalbahnen, vorwiegend zwischen Lauf und Hartmannshof. In den Hauptverkehrszeiten verstärken zusätzliche S-Bahnen den Fahrplan. In Hartmannshof besteht Anschluss an den Regionalexpress nach Weiden in der Oberpfalz und nach Schwandorf.

| Linie | Verlauf | Takt                                       |
| ----- | --- | ------------------------------------------ |
| S2    | Roth – Büchenbach – Rednitzhembach – Schwabach – Schwabach-Limbach – Katzwang – Reichelsdorfer Keller – Nürnberg-Reichelsdorf – Nürnberg-Eibach – Nürnberg-Sandreuth – Nürnberg-Steinbühl – Nürnberg Hbf – Nürnberg-Dürrenhof – Nürnberg Ostring – Nürnberg-Mögeldorf – Nürnberg-Rehhof – Nürnberg-Laufamholz – Schwaig – Röthenbach (Pegnitz) – Röthenbach-Steinberg – Röthenbach-Seespitze – Lauf West – Lauf (links Pegnitz) – Ottensoos – Henfenfeld – Hersbruck (links Pegnitz) – Happurg – Pommelsbrunn – Hartmannshof Stand: Fahrplanwechsel Dezember 2023 | 20/40 min 60 min (BHersbruck–Hartmannshof) |
- In Henfenfeld hält eine Regionalbuslinie nach Hersbruck und Klingenhof.